# Stop Me If You Think You've Heard This One Before
Singles de The Smiths
Last Night I Dreamt That Somebody Loved Me There Is a Light That Never Goes Out
Stop Me If You Think You've Heard This One Before est une chanson du groupe The Smiths, sortie en 1987.
La chanson sort sur l'album Strangeways, Here We Come (1987). Il est prévu qu'elle sorte en single, et un vidéo-clip est tourné à Manchester. On y voit le Salford Lads Club, un club célèbre de Manchester, et les membres du groupe et leurs amis à bicyclette. Les paroles disent à un moment « organiser un massacre » (« Plan a mass murder »), et comme un homme avait tué seize personnes à Hungerford en été 1987, la BBC décide de ne pas diffuser la chanson. Le groupe décide alors de faire sortir le single dans le monde, mais pas au Royaume-Uni. La pochette du single est illustrée d'une photo de l'acteur et chanteur Murray Head.

## Liste des titres
- CD Single

1. Stop Me If You Think You've Heard This One Before - 3:33
2. Word Is a Four Letter Word - 2:47
3. Girlfriend in a Coma - 2:02
4. I Keep Mine Hidden - 1:59

## Reprise
En 2007, la chanson est recomposée par Mark Ronson, avec l'aide de Dirty South, et avec pour chanteur Daniel Merriweather, sur l'album Version. Le single atteint la deuxième place aux UK Singles Chart. Un remix en est fait en 2007 et, un deuxième en 2008, par Paul Oakenfold.